# AMX 40 (1940)
Ne pas confondre avec l'AMX-40 plus moderne, conçu en 1983.
L’AMX 40 fut un projet de char de cavalerie développé en mars 1940 à partir du char léger AMX-39. Il devait être le successeur du Somua S-35 et concurrent du S-40.

## Projet de construction
Le projet de construction de l'AMX 40 est l'objet d'études et de plans, mais en juillet 1940, il est abandonné. Il devait à la base répondre aux caractéristiques d'un char de cavalerie.

## Description
Pour son époque, il fut considéré comme un char avant-gardiste et doté d'un design totalement nouveau. Il comportait un blindage arrondi partout sur une caisse en acier moulé ; l'épaisseur de son blindage était de 60 mm à l'avant, de 50 mm sur les côtés et de 40 mm à l'arrière. Sa longueur était de 5,30 m et sa largeur de 2,45 m. Il possédait 4 roues de chenilles de type route de 82 cm de diamètre, entourées par des chenilles. À la base, le véhicule devait avoir une propulsion à roues. Le moteur devait être un diesel de 160 ch. Il pesait 20,02 tonnes hors charges. La tourelle biplace en acier moulé est de type ovoïde.
L'équipage comportait 3 personnes : le chargeur, le pilote et le tireur.

## Dans la culture populaire

### Jeux vidéo
- L'AMX 40 est jouable dans World of Tanks, classé comme un char léger français de rang IV.